# Superfuzz Bigmuff
Superfuzz Bigmuff — дебютний мініальбом сіетлського рок-гурту Mudhoney, що вийшов в 1988 році.

## Історія створення
Засновниками Mudhoney були Марк Арм та Стів Тернер, які раніше грали в місцевому гурті Green River. Першим синглом групи стали пісні «Sweet Young Thing Ain't Sweet No More» та «Touch Me I'm Sick», що вийшли в 1988 році на незалежному лейблі Sub Pop. Саме там за декілька місяців гурт випустив і свою першу платівку, мініальбом Superfuzz Bigmuff, записаний в студії Reciprocal Recording продюсером та інженером Джеком Ендіно. Альбом став досить популярним серед місцевих слухачів і зробив з Mudhoney головну зірку лейбла. Колектив гастролював як в США, так і в Великій Британії, і саме за океаном Superfuzz Bigmuff потрапив до британських чартів інді-року, та забезпечив гуртові увагу з боку незалежної преси.
Попри те, що саме Mudhoney вважались головною надією сіетльскої сцени, надалі гуртові не вдалось досягнути такої ж популярності, як іншим місцевим командам, зокрема Nirvana та Soundgarden. Попри те, що Superfuzz Bigmuff не був першим гранджовим альбомом, але саме він вважається платівкою, з якої розпочався рух гранджу з андеграунду до мейнстриму. В журналі Rolling Stone мініальбом поставили на п'яте місце в списку найкращих гранджових альбомів і назвали, можливо, найвпливовішим з них усіх. Навіть назва платівки визначала одну з характерних рис «саунду Сіетлу», бо її було складено із назв двох улюблених педалей ефектів гітаристів Mudhoney. Після успішного перебування в британських чартах, в 1990 році лейбл Sub Pop перевидав платівку, додавши до неї два перших сингли колективу.
Оригінальна версія мініальбому складалась лише з шести композицій, проте потім до неї додали сингли «Sweet Young Thing Ain't Sweet No More» та «Touch Me I'm Sick», які стали вважатись характерними для всієї сцени. Першу з них пізніше майже процитував Курт Кобейн в нірванівській «Negative Creep». Друга стала прототипом пісні «Touch Me I'm Dick» для фільму «Одинаки» Кемерона Кроу, який зображав сіетльску музичну сцену. Інші пісні демонстрували поєднання гітар, характерних для панк-року та гаражного року, «плаксивого» вокалу Марка Арма, та стрімких бас-гітарних рифів. На сайті Pitchfork зауважили, що «поставши з попелу майстрів сладжу Green River, Mudhoney видали різноколірний позіх гаражного року 60-х років, виття в стилі Stooges, фузз Джимі Гендрікса, постблекфлагівський пар і помиї прото-слакерів».
У 2008 році на лейблі Sub Pop вийшла розширена версія альбому Superfuzz Bigmuff Deluxe Edition, яка окрім оригінальних пісень містила сингли, демоверсії, декілька кавер-версій чужих пісень, та записи двох концертів Mudhoney. Платівка отримала високі оцінки критиків: на сайті Pitchfork її оцінили на 9.1 балів з 10, а в PopMatters — на 9 з 10. «Тож тепер, з усіма бонус-треками, живими записами та відновленим порядком, Superfuzz Bigmuff, безсумнівно, кращий, ніж будь-коли раніше, і його чекає ще одна революція. На відміну від Nirvana та, особливо, Soundgarden, Mudhoney ніколи не намагалися зробити щось трохи більш комерційне, і, таким чином, ніколи не мали успіху, який завдяки їм отримали інші. Deluxe Edition має як мінімум надати їм більше поваги, яку вони по праву заслужили, а як максимум — зробити Superfuzz Bigmuff „золотим“, як і мало б бути» — відзначив Алан Рента (PopMatters).

## Список пісень
| #     | Назва                 | Тривалість |
| ----- | --------------------- | ---------- |
| 1.    | «Need»                | 3:01       |
| 2.    | «Chain That Door»     | 1:51       |
| 3.    | «Mudride»             | 5:43       |
| 4.    | «No One Has»          | 3:26       |
| 5.    | «If I Think»          | 3:37       |
| 6.    | «In 'n' Out of Grace» | 5:28       |
| 22:25 |                       |            |

| #     | Назва                                   | Тривалість |
| ----- | --------------------------------------- | ---------- |
| 1.    | «Touch Me I'm Sick»                     | 2:35       |
| 2.    | «Sweet Young Thing Ain't Sweet No More» | 3:46       |
| 3.    | «Hate the Police» (кавер Dicks)         | 2:08       |
| 4.    | «Burn It Clean»                         | 3:00       |
| 5.    | «You Got It (Keep It Outta My Face)»    | 2:53       |
| 6.    | «Halloween» (кавер Sonic Youth)         | 6:12       |
| 7.    | «No One Has»                            | 3:26       |
| 8.    | «If I Think»                            | 3:37       |
| 9.    | «In 'n' Out of Grace»                   | 5:28       |
| 10.   | «Need»                                  | 3:00       |
| 11.   | «Chain That Door»                       | 1:51       |
| 12.   | «Mudride»                               | 5:43       |
| 43:39 |                                         |            |

| Диск 1 | Диск 1                                  | Диск 1     |
| #      | Назва                                   | Тривалість |
| ------ | --------------------------------------- | ---------- |
| 1.     | «Touch Me I'm Sick»                     | 2:35       |
| 2.     | «Sweet Young Thing Ain't Sweet No More» | 3:46       |
| 3.     | «Twenty Four»                           | 2:46       |
| 4.     | «Need»                                  | 3:01       |
| 5.     | «Chain That Door»                       | 1:51       |
| 6.     | «Mudride»                               | 5:43       |
| 7.     | «No One Has»                            | 3:26       |
| 8.     | «If I Think»                            | 3:37       |
| 9.     | «In 'n' Out of Grace»                   | 5:28       |
| 10.    | «The Rose» (кавер Аманди Макбрум)       | 4:04       |
| 11.    | «Hate the Police» (кавер Dicks)         | 2:09       |
| 12.    | «You Got It (Keep It Outta My Face)»    | 2:55       |
| 13.    | «Burn It Clean»                         | 2:58       |
| 14.    | «Halloween» (кавер Sonic Youth)         | 6:12       |
| 15.    | «Need (демо)»                           | 3:23       |
| 16.    | «Mudride (демо)»                        | 6:03       |
| 17.    | «In 'n' Out of Grace (демо)»            | 4:53       |

| Диск 2 | Диск 2                                  | Диск 2     |
| #      | Назва                                   | Тривалість |
| ------ | --------------------------------------- | ---------- |
| 1.     | «No One Has»                            | 3:59       |
| 2.     | «Sweet Young Thing Ain't Sweet No More» | 3:45       |
| 3.     | «Need»                                  | 2:47       |
| 4.     | «Chain That Door»                       | 1:59       |
| 5.     | «If I Think»                            | 3:18       |
| 6.     | «Mudride»                               | 6:20       |
| 7.     | «Here Comes the Sickness»               | 4:12       |
| 8.     | «Touch Me I'm Sick»                     | 2:51       |
| 9.     | «In 'n' Out of Grace»                   | 6:55       |
| 10.    | «Mudride»                               | 5:34       |
| 11.    | «Here Comes the Sickness»               | 4:10       |
| 12.    | «No One Has»                            | 3:32       |
| 13.    | «By Her Own Hand»                       | 3:32       |
| 14.    | «Touch Me I'm Sick»                     | 3:14       |
| 15.    | «Dead Love»                             | 14:18      |

## Учасники запису
Mudhoney
- Марк Арм — вокал, гітара (Superfuzz)
- Стів Тернер — гітара (Bigmuff), вокал
- Метт Лукін — бас-гітара
- Ден Пітерс — барабани

Технічний персонал
- Джек Ендіно — продюсер, звукоінженер
- Чарльз Пітерсон — фотограф[3]